# أرجمون قصير القرن
أرجمون قصير القرن (الاسم العلمي:Argemone brevicornuta) هو نوع من النباتات يتبع جنس الأرجمون من الفصيلة الخشخاشية.